# Município de Townsend (condado de Sandusky, Ohio)
O município de Townsend (em inglês: Townsend Township) é um município localizado no condado de Sandusky no estado estadounidense de Ohio. No Censo dos Estados Unidos de 2010 tinha uma população de 1.620 habitantes e uma densidade populacional de 18,47 pessoas por km².

## Geografia
O município de Townsend encontra-se localizado nas coordenadas 41° 22′ 57″ N, 82° 54′ 07″ O. Segundo a Departamento do Censo dos Estados Unidos, o município tem uma superfície total de 87.71 km², da qual 84,11 km² correspondem a terra firme e (4,11 %) 3,6 km² é água.

## Demografia
Segundo o censo de 2010, tinha 1.620 habitantes residindo no município de Townsend. A densidade populacional era de 18,47 hab./km². Dos 1.620 habitantes, o município de Townsend estava composto pelo 96,98 % brancos, o 0,19 % eram afroamericanos, o 0,12 % eram amerindios, o 0,12 % eram asiáticos, o 0,74 % eram de outras raças e o 1,85 % eram de uma mistura de raças. Do total da população o 3,4 % eram hispanos ou latinos de qualquer raça.